# Isotima ruficollis
Isotima ruficollis är en stekelart som först beskrevs av Holmgren 1868.  Isotima ruficollis ingår i släktet Isotima och familjen brokparasitsteklar. Inga underarter finns listade i Catalogue of Life.